# Лангенбах (Баварія)
Лангенбах (нім. Langenbach) — громада в Німеччині, розташована в землі Баварія. Підпорядковується адміністративному округу Верхня Баварія. Входить до складу району Фрайзінг.
Площа — 26,89 км2. Населення становить 4016 ос. (станом на 31 грудня 2020).